# Air Force Space and Missile Museum
El Air Force Space and Missile Museum és un museu de tecnologia que es troba al Launch Complex 26 al Cape Canaveral Air Force Station, Florida (EUA). Inclou artefactes dels orígens del programa espacial estatunidenc i inclou un espai exterior de mostra de coets conegut com a jardí de coets, míssils i equips relacionats amb l'espai que van utilitzar les Forces Aèries dels Estats Units d'Amèrica.
El museu és accessible al públic com a part del "Cape Canaveral Early Space Tour" ofert pel Kennedy Space Center Visitor Complex quatre dies per setmana. Les visites gratuïtes també van ser ofertes per l'Oficina de Relacions amb la Comunitat de la 45a ala espacial de la Força Aèria fins al juny de 2013.
El Sands Space and Missile History Center, museu adjacent, està obert al públic en general sis dies a la setmana. El History Center està situat just a l'exterior de la porta del sud del Cape Canaveral Air Force Station.